# Cephaloziella phyllacantha
Cephaloziella phyllacantha là một loài rêu tản trong họ Cephaloziellaceae. Loài này được (C. Massal. & Carestia) K. Müller miêu tả khoa học lần đầu tiên năm 1913.